# Molí del Mas d'en Coll
El molí del Mas d'en Coll és un edifici de Roses (Alt Empordà) inclòs a l'Inventari del Patrimoni Arquitectònic de Catalunya.

## Descripció
Situat a uns 200 metres al nord del mas d'en Coll, a tocar el marge esquerre de la riera de la Trencada, vora el camí de les Arenes.
Edifici de planta rectangular, estructurat en dos cossos adossat i distribuït en dues plantes, de dimensions reduïdes. Els murs perimetrals es mantenen encara en força alçada, si bé tota la coberta es troba enfonsada, tot i que sabem que era a una vessant. L'interior resta ple de runa i de vegetació. La façana principal, orientada al nord, presenta les obertures de mida petita, alguna emmarcada en pedra picada. A la banda est hi ha una mena de tancat i, sobresortint de la façana sud, hi ha un cos de planta circular corresponent al forn. A la part posterior de l'edifici hi ha la bassa del molí i es veuen rastres de les conduccions. Malgrat ésser molt coberta de terres i enderrocs, és visible la part superior de l'obertura d'entrada d'aigua al càlcul.
La construcció és bastida en pedres sense treballar lligades amb morter de calç.

## Història
L'any 1789, la família Coll paga la dècima del "molí" al monestir d'Amer i Roses. En un document sobre propietats del mas d'en Coll de l'any 1833 hi ha constància de l'existència del molí, que probablement fou construït força abans. Posteriorment, l'any 1880, el molí fariner formà part de l'heretat Coll.
L'any 1910, en el padró d'habitants, figura la presència d'una família, el cap de la qual és Salvador Pujol Boix, moliner de professió. Posteriorment, en el darrer padró corresponent a l'any 1960, és el moment en què es marca l'abandó de l'edifici i l'inici del procés de degradació.